# Humfrey Wanley
Humfrey Wanley est un bibliothécaire et paléographe anglais né le 21 mars 1672 à Coventry et mort le 6 juillet 1726 à Londres.

## Biographie
Humfrey Wanley est le benjamin des enfants de Nathaniel Wanley (en), vicaire de l'église de la Sainte-Trinité (en) de Coventry, dans le Warwickshire. Placé comme apprenti chez un drapier de la ville, il s'intéresse très jeune au vieil anglais, recopiant à la main des passages du Institutiones grammaticae Anglo-Saxonicae de George Hickes, un livre qu'il n'a pas les moyens d'acheter,.
En 1695, Wanley peut s'inscrire à l'université d'Oxford grâce au soutien de l'évêque William Lloyd. Six mois après son arrivée, il est nommé assistant bibliothécaire à la bibliothèque Bodléienne et George Hickes le charge de réaliser un catalogue des manuscrits anglo-saxons. Ce Librorum veterum septentrionalium occupe Wanley de 1695 à 1701 avant d'être publié en 1705 et reste une œuvre de référence jusqu'au Catalogue of Manuscripts Containing Anglo-Saxon de N. P. Ker (en) (1957). Wanley envisage également de compiler un véritable manuel de paléographie à l'aide d'échantillons recueillis dans toute l'Europe, mais ce projet ambitieux n'est jamais achevé,.
Wanley quitte Oxford sans diplôme en 1700 et s'installe à Londres. C'est le début d'une période difficile sur le plan matériel et humain, qui le voit contraint de travailler comme secrétaire de la Society for Promoting Christian Knowledge ou assistant de Hans Sloane, le secrétaire de la Royal Society, des postes mal rémunérés qui ne correspondent guère à ses goûts. Il finit par être embauché par le comte Robert Harley en 1708 pour s'occuper de sa collection de manuscrits. Jusqu'à la fin de sa vie, Wanley s'occupe ainsi de la bibliothèque Harley pour le compte de Robert et Edward Harley. Durant cette période, il contribue à la fondation de la Society of Antiquaries en 1707, confirmée dix ans plus tard,.
Humfrey Wanley meurt le 6 juillet 1726 à Londres, quatre ans après sa femme Ann Berenclow (leur mariage, célébré en 1705, a donné naissance à trois enfants morts jeunes). Il est inhumé à l'église St Marylebone.